# UCI-E-Mountainbike-Weltcup 2025
Beim UCI-E-Mountainbike-Weltcup 2025 werden durch die Union Cycliste Internationale und die World E-Bike Series die Weltcupsieger im E-Mountainbike ermittelt.

## Ablauf
Der Weltcup-Kalender enthielt sieben Termine an vier Wochenenden, wobei der Auftakttermin später noch verschoben wurde. Für ein ursprünglich vorgesehenes fünftes Wochenende fand sich kein Veranstalter, der Termin entfiel.
- Cheile Grădiștei: 14. und 15. Juni
- Monaco: 26. und 27. Juli
- Olbia: 4. und 5. Oktober
- Massa Marittima: 11. Oktober

Die zweite Veranstaltung findet nominell in Monaco statt, tatsächlich allerdings auf französischem Boden am Col de Turini.

## Männer
| # | Datum       | Ort              | Erster         | Zweiter        | Dritter           |
| - | ----------- | ---------------- | -------------- | -------------- | ----------------- |
| 1 | 14. Juni    | Cheile Grădiștei | Mirko Tabacchi | Andrea Garibbo | Théo Charmes      |
| 2 | 15. Juni    | Cheile Grădiștei | Théo Charmes   | Adrian Cuellar | Mirko Tabacchi    |
| 3 | 26. Juli    | Monaco           | Jérôme Gilloux | Mirko Tabacchi | Cristian Bernardi |
| 4 | 27. Juli    | Monaco           | Jérôme Gilloux | Théo Charmes   | Mirko Tabacchi    |
| 5 | 4. Oktober  | Olbia            |                |                |                   |
| 6 | 5. Oktober  | Olbia            |                |                |                   |
| 7 | 11. Oktober | Massa Marittima  |                |                |                   |

## Frauen
| # | Datum       | Ort              | Erste            | Zweite              | Dritte         |
| - | ----------- | ---------------- | ---------------- | ------------------- | -------------- |
| 1 | 14. Juni    | Cheile Grădiștei | Anna Spielmann   | Sofia Wiedenroth    | Giulia Bertoni |
| 2 | 15. Juni    | Cheile Grădiștei | Anna Spielmann   | Sofia Wiedenroth    | Giulia Bertoni |
| 3 | 26. Juli    | Monaco           | Sofia Wiedenroth | Nathalie Schneitter | Giulia Bertoni |
| 4 | 27. Juli    | Monaco           | Sofia Wiedenroth | Nathalie Schneitter | Giulia Bertoni |
| 5 | 4. Oktober  | Olbia            |                  |                     |                |
| 6 | 5. Oktober  | Olbia            |                  |                     |                |
| 7 | 11. Oktober | Massa Marittima  |                  |                     |                |